# Амбриил
Амбриил — ангел.
Амбриил — один из двенадцати ангелов знаков зодиака, в его управлении находится знак Близнецы. В некоторых сочинениях по ангелологии он именуется «принцем». Ему в соответствие ставится карбункул.
Амбриил упоминается в «Magickal Calendar. Planetanum Sigilla, from Harl. 3420(27v)». Амбриил также приписывается к Queen of Cups в таро (согласно Алистеру Кроули и Герметическому Ордену Золотая Заря).